# キンタンポ文化

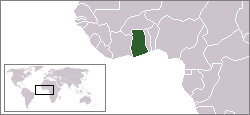
20世紀末現在のガーナの国土

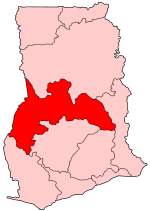
ガーナの国土とブロング・アハフォ州（赤）の位置。 キンタンポ文化の遺跡は、この州が森林との境界部分に位置しているため、一部を除き集中的にみられる。

キンタンポ (Kintampo)文化とは、西アフリカで紀元前2000年紀 に現れた新石器時代後期段階に位置づけられる初期食料生産民の文化である。ガーナ共和国中部、ブロング＝アハフォ州中央部のキンタンポを中心にボルタ川西方の森林とサバンナの境界地帯に集落を築いた。W.W.BishopやJ.D.Clarkのように「キンタンポ・インダストリー複合」と呼ぶ研究者もいるが、主体となって精力的に研究しているO.DavisとC.Flightは「キンタンポ文化」と呼称しているため、本稿もこれに従う。

## キンタンポ文化の発見と特徴
1970年代段階で確実にキンタンポ文化のものといえる遺跡は20に満たない状況であった。初めてキンタンポ文化のものと目される遺跡が発見されたのは、A.E.キトソンによって1916年にジェマの近くで一ヶ所、Tolundipeの近くで一ヶ所の2ヶ所が確認されたのが最初である。1970年代までに知られるようになった大部分の遺跡は、初めてキンタンポ文化を定義したO.Davisによる調査によるもので、1962年、1964年、1967年に発表された彼の論文で紹介されている。1970年代までにいくつかの遺跡が発掘調査されたが調査をして収得できた出土遺物はごくわずかで表面採集品をふくめても10数点にしかならない。しかし、これらの遺跡の出土遺物の内容は非常によく似ているために、出土品が少ないために文化自体の存在に疑いをもたれることがあっても、他のガーナ国内の先史文化の遺物とは後述するような特徴をすべてか大部分持っているために容易に区別できる。

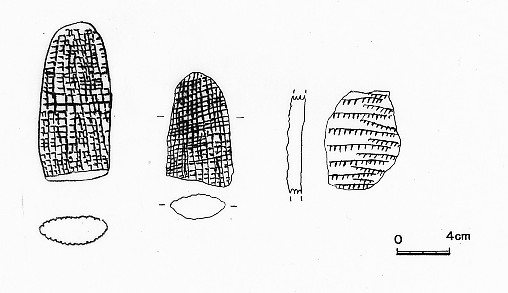
キンタンポ文化の遺物。左の2つがいわゆる「石やすり」であるが、右端のように「石やすり」の表面で施文したような土器片もあることから土器製作用具ではないかという研究者もいる。もちろん、ほかの文様のある土器もあるため、ひとつの仮説に過ぎない。

1. O.Davisがテラコッタ製の「葉巻」状土製品と呼び、Flightが「石製やすり」[2]であると考えた性格不明な遺物が3つかそれ以上出土する。
2. よく磨かれた磨製石斧の刃と石製のブレスレッドがある。
3. 石やすりが壊れたような溝のような刻み目のある石ころか砂岩のかたまりがある。
4. 独特な様式の土器（繊維がはいっていて独特な文様が施される）。
5. 焼け焦げてときどき内部に使われた木の柱がむき出しになっている漆喰壁の破片のようなものがある。

といった特徴である。

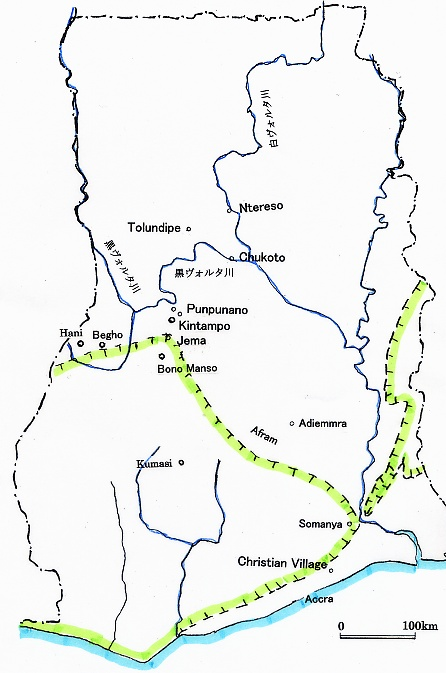
キンタンポ文化関連の遺跡分布図。緑色部分が森林の境界で、キンタンポ文化の遺跡はこの境界付近からボルタ川流域の低地まで分布している。

この際立った特徴のため、どの遺跡も調査されていない50年代ころであっても、そういった状況からキンタンポ文化というべきものがあるらしいと考えられてきた。キンタンポ文化の経済は村落単位の農耕である。ある種の耐久性のある建物、つまり漆喰壁の破片に見られるように編み枝を組み合わせた芯に泥を塗り固めて漆喰壁のようにした方形の家屋にみられるような建物に住んだことがその状況証拠である。斧の刃や石製ブレスレッドのような高価な品物のみならず日用必需品の交易が行なわれた証拠、おそらく斧を用いて森林伐採をおこなって耕地を確保し、すり石のようなすりつぶしやつき砕きにもちいたような石製品があることから、種子をすりつぶして食料にしたと考えられる。1970年代になってようやく農耕をおこなったり家畜を飼ったという証拠といえるものが知られるようになった。

## キンタンポ文化の遺跡の分布
キンタンポ文化の遺跡は、全体としては、西方のコートジボワールにまで分布していると考えられるが、台地と低地という地理的な位置によってはっきりとした違いがある。それは出土品の違いにも対応している。台地の遺跡は相対的に濃密に分布しており森林の境界からそれほど離れていないバンダ(Banda)丘陵やキンタンポ周辺で顕著である。また、やや南方で森林地帯に接触する位置にあるボノ・マンソの下層やその周辺の岩陰遺跡でもキンタンポ文化の遺物が発見されている。低地の遺跡はボルタ川流域の比較的木の多く茂る地域に散在的に分布している。
また特殊な例であるがキンタンポからはるか南方のAccra低地でも発見されている。これは、O.Davisが層位的な調査ではなかったものの、海岸に近い低地のChristian Villageで行った調査で発見されたもので1964年に発表された。Christian Villageではたくさんの石やすりと繊維を胎土中に含む独特な文様の土器が共伴して発見された。また、Christian Villageの北東40kmボルタ川の下流に近いSomanyaで石やすりの破片が発見されたことからもうひとつ別の遺跡がある可能性がある。このように海岸に近い低地とはるか北方にはなれたキンタンポ付近の台地に遺跡が分布しているというギャップはいつかは中間的な位置に遺跡が発見され解消されるものと思われる。Afram平原ではキンタンポ文化との関連性を見出すことは困難であり、考古学的にはほとんどわかっていない地域であるが、Lagonの考古局で大きな石やすりの破片がAdiemmiraの村落近くで発見されたという報告があった。このことは、海岸の低地の遺跡とキンタンポ付近の台地の遺跡の中間にあたるAdiemmira付近にもキンタンポ文化の集落が分布していた可能性をうかがわせる唯一の手がかりである。一方、森林地帯でキンタンポ文化の遺跡が発見されていないことは、純粋に遺跡自体がないことを示していると思われる。18世紀のMampongten遺跡やクマシ大学構内遺跡から石やすりの破片が発見されることがあるがいずれも後世の遺跡に偶然まじったものであることが確実である。想定されるキンタンポ文化の範囲外からも偶然に発見されることもあるので、Adiemmira付近のたったひとつの石やすりの破片にあまり期待してはいけないかもしれない。
キンタンポ文化の遺跡の分布についてまとめると、まず森林地帯にはなく、森林の境界付近のそれも高地に集中している。キンタンポから離れて北側へ行くと川の近くに分布している。さらに北方へ行くと遺跡はない。こういった分布状況をキンタンポ文化は森林-サバンナ・モザイク地帯に限定されると表現する研究者がいるが、近現代の植生分布を単純に先史時代の遺跡の分布と重ね合わせられるのかという疑問がついてまわる。これについては、森林地帯からそれほど離れていない場所に生息するローヤルアンテロープの骨、森林よりは比較的開けた場所で栽培されたり自生しているアブラヤシやササゲの種や殻、ほかのアンテロープ類の骨が後述するK6遺跡から発見されているため、気候や植生は現在とあまり変わらなかったと考えられる。

## キンタンポ文化の研究史と年代
キンタンポ文化の年代については、O.Davisが紀元前500年ごろに始まったと主張していた。この議論は、さまざまに批判されたが、放射性炭素年代測定の成果によって1970年代段階には決定的に受け容れられなくなっている。森林地帯やはるかガーナの北方にキンタンポ文化と同時に繁栄していなければならないはずの先史文化はおそらく何もないことがわかっている。
C.Flightがキンタンポ及びその周辺を調査する以前にボルタ川流域調査計画の一環として1965年にMathewsonによってブラックボルタ川のChukoto遺跡が緊急調査された。Chukotoではじめてわかったことは、膨大で典型的な土器とキンタンポ文化で議論される以外の石製品が共伴しているということであった。ただ問題は動植物の遺存体が保存されなかったことと土器の保存状態がわるいことであった。議論になったのは、ホワイトボルタを見下ろす小高い山の陵線上に位置するヌトレソ(Ntereso)遺跡である。O.Davisがこの遺跡を1961から1962年にかけて調査した際、鉄製品や石鏃の出土でほかのキンタンポ文化との違いが話題になった。しかし、鉄製品がO.Davis自身によって後に誤認であったと発表され、石鏃についてもサハラ地方で見つかっているものであり、何か特別な説明ができるように思われる。この遺跡が重要である理由のひとつは動植物の遺存体がよく残っていることである。貝殻や魚の骨が一定量出土し、骨のなかにはもりや魚つりのための釣り針に加工されたものも見られる。動物の骨は、たいていが野生動物のものとされアンテロープが特筆されるが家畜にされた小型種のヤギの骨も見つかっている。トウジンビエ(Pennisetum)の穂がころがされて土器にミシン目状の文様をつけるのに用いられた。ただし、ミシン目の文様が付いた土器についてはこれまでキンタンポ文化のものとして同定されてこなかったこと、Flight自身の調査でも見つかっていないことから判断が保留された。ヌトレソからの出土品のうち、三点のサンプルを放射性炭素年代測定にかけたところ、紀元前1300年前後という年代が得られた。この年代は、キンタンポ周辺の遺跡群から出土した遺物の年代に近いことからも妥当なものと考えられる。

## キンタンポ周辺遺跡の調査
1967年から1968年にかけて、キンタンポ周辺地域のキンタンポ文化の厳密な年代と性格について充分に把握する目的からC.Flightがキンタンポ周辺の一般調査と一部の発掘調査を行った。キンタンポ周辺地域は低地の遺跡とは著しく異なり、西側で急な坂になったり険しい崖になったりする砂岩の高台に位置している。降水量は多いため、乾季でも植物が青々としている。C.Flightとその研究グループは、岩陰や洞窟遺跡に注目して調査を行った。それまでキンタンポ周辺地域で発見されていた遺跡は、最初に発見された遺跡のひとつであるJemaとDavisによって発見されたPunpunanoが挙げられるが、いずれもいわゆる開地遺跡 (open site)であって、洞窟遺跡や岩陰遺跡は知られていなかったこと、あと何と言っても洞窟遺跡や岩陰遺跡は動植物の遺存体の残りが良好であることが期待されるためであった。C.Flightとその研究グループの期待は、このような開地遺跡であっても砂岩の岩山の影に立地することが多いと考えられたためことさら未発見の岩陰遺跡や洞窟遺跡があるだろうということであった。その結果K1 - K8と名づけられることになる岩陰遺跡を発見した。K1遺跡は、キンタンポの北方10kmに位置し、Philip Rahtzが1966年にC.Flightが1967年に調査を行った。1967年にはK1遺跡と同じ岩山にある別の三つの岩陰遺跡であるK2 - K4の調査を行った。またキンタンポの南方4kmにある三つの岩陰遺跡、K5 - K7及びキンタンポの西方1kmにある崖にある岩陰遺跡K8の調査も行われた。
また1968年には、K6遺跡の再調査を行い、期待を断然上回る成果を得たので、調査範囲の拡張をおこなった。この第2次調査の大部分については、当時ノースウェスタン大（後にブラウン大に移籍）のPeter Schmidt がC.Flightに協力しておこなった。C.Flightは、キンタンポ文化自身とそれに先行するプンプン(Punpun)相について、6つの放射性炭素年代測定のサンプルから紀元前1450年から同1400年頃で区分できること、そしてキンタンポ文化もプンプン相文化も長くても数世紀くらいしか存続しなかったと推定される。プンプン相文化はキンタンポ地方の三つの遺跡からキンタンポ文化の下層に確認されている。K1遺跡からごくわずかであるがはっきりそれとわかる土器が確認され、K6及びK8遺跡でも廃棄物の堆積層から確認された。そのような堆積層のなかからは、かたつむり類の貝殻、エノキの一種の樹木 (Celtis)の実の殻とさまざまな野生動物の骨が確認されている。

## キンタンポ周辺遺跡の交易と生業に関する遺物
キンタンポ文化の層はK1, K6, K8遺跡でプンプン相文化の上層で発見されているが、キンタンポ文化自身の文化層は、さらにK4及びK7でも岩陰遺跡として発見されている。特に残りがいいのがK6遺跡で遺物の量も多く保存状態も良好である。土器を詳しく研究すると2期に分けられそうであるが、それよりも特徴的なのは少なくとも漆喰壁の丈夫な建物はキンタンポ文化の後半期に建てられていたということである。Flight自身はK6遺跡で発掘区では直接建てられていた様子を検出することはできなかったがキンタンポ文化の後半期にあたる岩陰には焼け焦げた漆喰壁の塊が多量に積み重なっていることを報告している。
FlightはK6遺跡の調査成果について、交易と生業の二つの面から大きな成果があったとしている。石製品では、粉引き石以外はすべて外来品であって、特に100点近くに及ぶ石斧の刃は、先カンブリア時代の安定地塊の一部ビリミアン (Birrimian)累層群から産する石材を用いておりK6遺跡から最も近いバンダ丘陵の露頭から採取されたものである。石やすりやブレスレッドは、具体的にどの産地からもたらされたかはわからないがある程度推定することは可能であり、小型の土器についても同様である。特筆すべきなのは汽水性、つまり淡水と塩水が混って薄い塩水となるような川の河口か内湾に住むウミニナ科の巻貝ツノダシヘナタリ(Tympanotonus fuscatus) が発見されたことである。おそらく南方のAccra平野のキンタンポ文化の集落のうちいくつかがそのような交易をおこなってはるか北方のキンタンポ地方にもたらされたものと推定される。
動物の骨は、あまり多くはなかったがP.L.Carterによってその大部分が同定され、どのようにつかわれたかも判明している。家畜として小型のヤギや小さな種類の牛も発見されている。発見された骨の大部分はアンテロープ類のものである。小さな夜行性の種類を除いて狩猟、とくにわなをしかけることによって捕らえられたものと考えられる。プンプン相のように膨大な量ではないがカタツムリ類の殻も発見されている。
フローテーション法 をおこなってみるとさまざまな植物遺存体が発見できる。ササゲ (Vigna unguiculata)やアブラヤシ (Elaeis guineensis)は容易に識別でき、普通にみられるが、カンランの仲間であるアベルの木 (Canarium schweinfurthii)の実もわずかであるが発見された。またエノキの木の実も粉々になった状態でかなりの量が発見された。ただし、量的にはプンプン相時代よりも減っている。このような植物遺存体からわかることは、エノキやカンラン類おそらくアブラヤシも自生している可能性がある、ササゲは普通考えられるようにも多量に発見されてはいるが、いつ実ってさやが割れていない状態でいつから栽培されたかはわからないので厳密に言えばササゲすらも耕作によるものといいきれないという状態であって、農耕がおこなわれた可能性があるかもしれないというきわめてあいまいなことである。穀物類については、判別困難な炭化物が穀物であろう、そして可能性があるとしたらソルガム（サトウモロコシ）であろうとC.Flightは考える。現在キンタンポ周辺地域では穀物類やヤムイモの栽培は可能であるにもかかわらず、腐ってしまったり食べきってしまえるせいか穀物もヤムイモも遺跡から発見されていない。
| プンプン (Punpun)相 1400B.C - 1450B.C 以前 | K1, K6, K8遺跡下層。カタツムリ類やエノキの木の実を多量に食料とする。                                                                                            |
| キンタンポ文化前半期 1400B.C頃             | 岩陰遺跡、開地遺跡（オープン・サイト、キャンプ・サイト）。K1,K6,K8遺跡上層、K4,K7遺跡など。アブラヤシ、ササゲ、アンテロープ類。エノキの実とカタツムリ類は減少。 |
| キンタンポ文化後半期 1300B.C.頃            | K6遺跡など。編み具細工の枝を芯とした土壁で方形の建物。ヌトレソで750m2に及ぶ集落。                                                                               |